# チャ・ヒョニャン
チャ　ヒョニャン（Cha Hyon-Hyang、 1979年10月3日- ）は北朝鮮の柔道選手。階級は48kg級。身長161cm。

## 人物
1998年のアジア大会48kg級決勝で真壁友枝に0－3の判定で敗れて2位だったが、1999年のアジア選手権では決勝で真壁を破って優勝した。ミリタリーワールドゲームズでは2位、世界選手権では7位だった。2000年のアジア選手権で3位になった。シドニーオリンピックでは準決勝で世界チャンピオンの田村亮子に0－3の判定で敗れると、3位決定戦でもベルギーのアン・シモンスに効果で敗れて5位にとどまった。

## 主な戦績
- 1998年 - アジア大会　2位
- 1999年 - アジア選手権　優勝
- 1999年 - ミリタリーワールドゲームズ　2位
- 1999年 - 世界選手権　7位
- 2000年 - アジア選手権　3位
- 2000年 - シドニーオリンピック　5位

(出典)。